# Яловенко Віталій Олексійович
Віталій Олексійович Яловенко (нар. 22 січня 1960, Коритня, Монастирищенський район, Черкаська область) — заступник Голови СБУ. Генерал-полковник запасу  .

## Освіта
У 1976 закінчив середню школу і вступив до ПТУ виробничого об'єднання (ПО) імені Артема. Отримав диплом з відзнакою Львівської школи міліції. У 1990 році закінчив Київську вищу школу МВС СРСР ім. Ф.Е. Дзержинського, а потім продовжив навчання у Національній академії внутрішніх справ України (НАВСУ).

## Кар'єра
Трудовий шлях почав відразу після закінчення ГПТУ на заводі імені Артема (м. Київ), куди він прийшов робітником.
У 1978–1980 роках — строкова військова служба у частинах Прикордонних військ КДБ СРСР.
Після демобілізації з Радянської армії у липні 1980 року став працівником 9-го дивізіону відомчої міліції ,згодом 1 окремої роти відомчої міліції з охорони важливих державних об'єктів м. Києва.
Обіймав посади оперуповноваженого карного розшуку Ленінградського РВВС м. Києва, начальника відділу.
З 1998 перейшов з посади першого заступника начальника Радянського РВВС м. Києва до Міністерства внутрішніх справ, де він очолив відділ.
У 2002 році став начальником Управління, у 2004 — очолив Департамент оперативно-технічних заходів МВС України.
З 17 лютого 2005 по березень 2007 обіймав посаду начальника Головного управління МВС України у Київській області.
У березні 2007 отримав направлення до Служби безпеки України — заступником начальника Управління по Київській області.
З січня 2008 знову обійняв посаду начальника ГУМВС України у Київській області.
З 21 травня 2014 — державний службовець 3-го рангу.
Згідно з підписаним Президентом Петром Порошенком з Указом № 594/2014 від 16 липня 2014 року, В. Яловенко був призначений на посаду заступника Голови Служби безпеки України.

## Нагороди та звання
- Орден Богдана Хмельницького III ст. (4 жовтня 2007) — за вагомий особистий внесок у реалізацію державної правової політики, зміцнення законності та правопорядку, високий професіоналізм у захисті конституційних прав і свобод громадян та з нагоди Дня юриста[3]
- Заслужений юрист України (6 жовтня 2008) — за вагомий особистий внесок у реалізацію державної правової політики, зміцнення законності та правопорядку, високий професіоналізм у захисті конституційних прав і свобод громадян та з нагоди Дня юриста[4]
- Відзначений 18 відомчими нагородами МВС України, в тому числі «Почесний працівник МВС України», «Лицар Закону», «Хрест Слави», «Почесний знак МВС України».
- Нагороджений відзнаками УПЦ — орденами Святого Володимира III і II ступенів.

## Особисте життя
Народився у селянській сім'ї. У 16 років приїхав до Києва. Одружений. Разом з дружиною Людмилою, педагогом за професією, виховав двох доньок.